# 宋林飞
宋林飞（1948年—），男，汉族，江苏南通人，中国社会学家。中国共产党党员，第十一届全国政协委员。

## 生平
曾任江苏省人民政府参事室主任、教授、博士生导师。2008年，当选第十一届全国政协委员，代表社会科学界，分入第三十二组。并担任社会和法制委员会专委。2016年10月，卸任江苏省人民政府参事室主任职务。